# Economía de Kenia
La economía de Kenia es una economía de mercado, en la que las empresas de titularidad estatal son escasas y mantiene un sistema liberal de intercambios económicos con el exterior. Los principales sectores de la economía corresponden a la agricultura, industria forestal, silvicultura, minería, manufactura, energía, turismo y servicios financiero. Para el 2020, Kenia es la tercera economía más grande del África subsahariano, solo detrás de Nigeria y Sudáfrica.

## Comercio exterior
En 2020, el país fue el 94o exportador más grande del mundo (US $ 10.4 mil millones). En términos de importaciones, en 2019, fue el 80.º importador más grande del mundo: US $ 17.200 millones.

## Sector primario

### Agricultura
Kenia produjo en 2018:

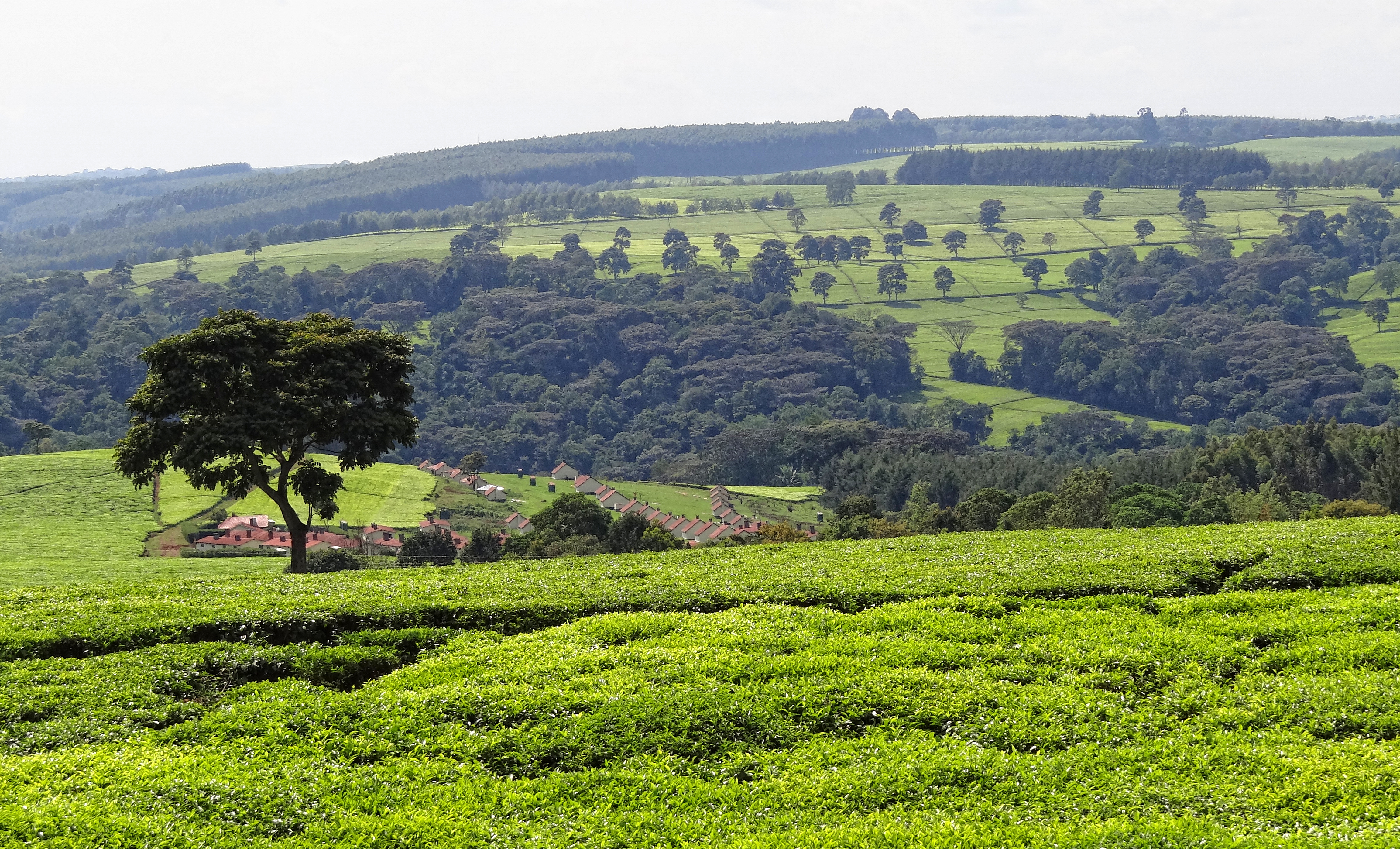
Plantación de té, condado de Kericho.

- 5,2 millones de toneladas de caña de azúcar;
- 4 millones de toneladas de maíz;
- 1.8 millones de toneladas de patata;
- 1,4 millones de toneladas de plátano;
- 946 mil toneladas de mandioca;
- 871 mil toneladas de batata;
- 775 mil toneladas de mango (incluido mangostán y guayaba);
- 765 mil toneladas de frijoles;
- 599 mil toneladas de tomates;
- 674 mil toneladas de repollo;
- 492 mil toneladas de té (tercer productor mundial, solo superado por China e India);
- 349 mil toneladas de piña;
- 336 mil toneladas de trigo;
- 239 mil toneladas de zanahoria;
- 233 mil toneladas de aguacate;
- 206 mil toneladas de sorgo;
- 188 mil toneladas de sandía;
- 179 mil toneladas de caupí;
- 169 mil toneladas de espinacas;

Además de las menores producciones de otros productos agrícolas, como papaya (131 mil toneladas), coco (92 mil toneladas) y café (41 mil toneladas). Productos como el té, el café, los anacardos, el tabaco y el algodón son "cash crops", cultivos de alto valor destinados a la exportación.

### Ganadería
En ganadería, Kenia produjo, en 2019: 462 mil toneladas de carne de vacuno, 102 mil toneladas de carne de camello, 88 mil toneladas de carne de pollo, 55 mil toneladas de carne de cabra, 50 mil toneladas de carne de cordero, 3.9 mil millones de litros de leche de vaca, 1.1 mil millones de litros de leche de camello, 273 millones de litros de leche de cabra, 107 millones de litros de leche de oveja, 13.000 toneladas de miel, entre otros.

## Sector secundario

### Industria
El Banco Mundial enumera los principales países productores cada año, según el valor total de la producción. Según la lista de 2019, Kenia tenía la 75a industria más valiosa del mundo ($ 7.2 mil millones).

### Energía
En energías no renovables, en 2020, el país no produjo petróleo. En 2019, el país consumió 79.400 barriles / día (el 85o consumidor más grande del mundo). El país fue el 70o mayor importador de petróleo del mundo en 2012 (20 mil barriles / día). El país no produce gas natural. El país no produce carbón.
En energías renovables, en 2020, Kenia fue el 53.er productor de energía eólica del mundo, con 0,3 GW de potencia instalada, y el 77.º productor de energía solar del mundo, con 0,1 GW de potencia instalada.

### Minería

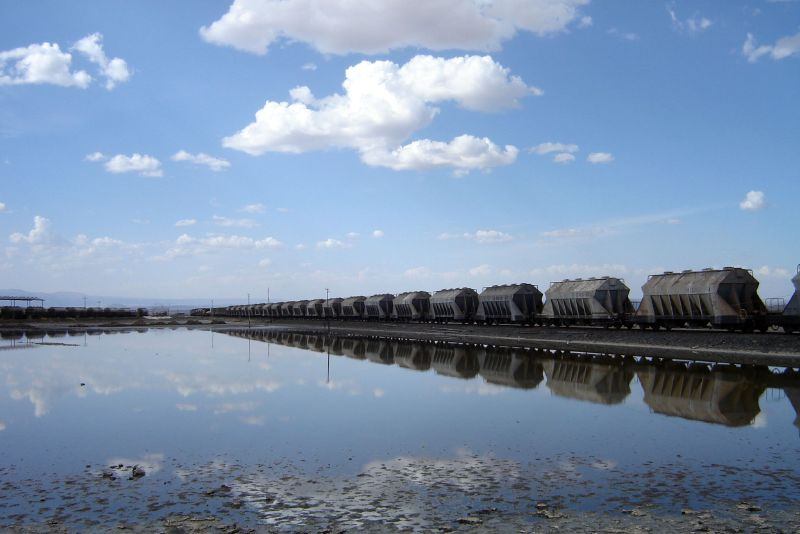
Extracción de carbonato de sodio, Lago Magadi, Condado de Kajiado.

En 2019, el país fue el tercer productor mundial de carbonato de sodio. Además, es uno de los productores mundiales de rubí. El país tiene una producción inestable de oro, que varía entre 3,6 toneladas extraídas en 2012, a solo 0,1 toneladas en 2015. En 2017 el país produjo 0,5 toneladas.

## Sector terciario

### Turismo
En 2017, Kenia tenía 1,4 millones de turistas internacionales. Los ingresos por turismo este año fueron de $ 0,9 mil millones.

## Características

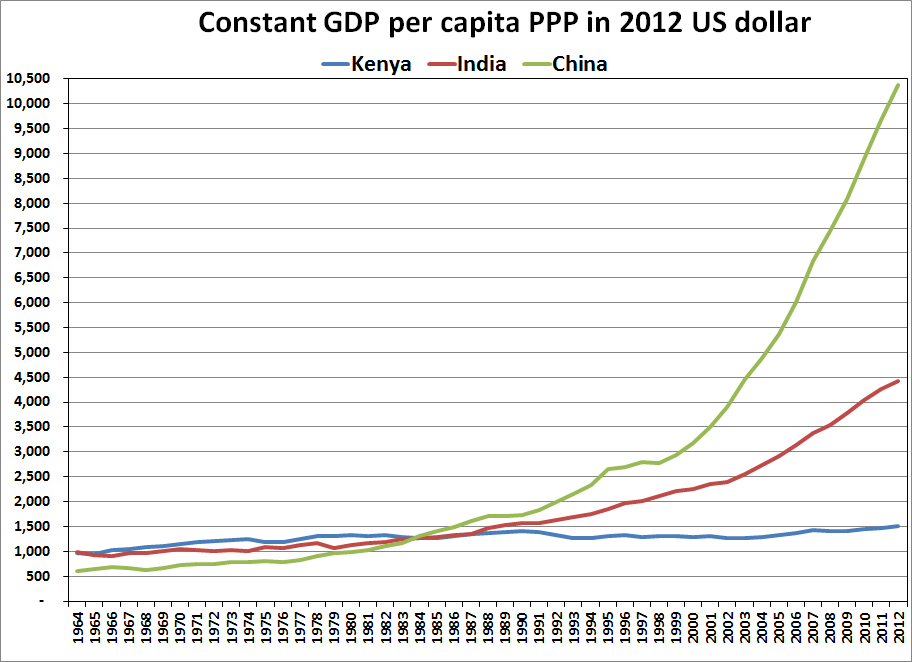
Evolución de la tasa de crecimiento en Kenia.

La economía de Kenia se basa en su situación como nudo económico financiero, de comunicaciones y servicios de transporte para África Central y Oriental. Es uno de los puntales del desarrollo en África junto a Sudáfrica.
En mayo del año 2010 las perspectivas económicas indicaban un crecimiento de entre el 4-5% de su producto interior bruto, basado en la expansión del turismo, telecomunicaciones, transporte, construcción y agricultura, basados en los trabajadores de habla inglesa.
Sólo el 41% de la población tiene acceso a una cuenta bancaria (datos de 2021).

### Influencia del estado
El estado tiene una influencia para favorecer exportaciones e importaciones, reduciendo los trámites administrativos y desarrollando unos niveles comparativamente altos respecto a sus vecinos en materias como el desarrollo de infraestructuras sociales y físicas.

### Tecnología
Hay un gran desarrollo de alfabetización tecnológica, especialmente entre los jóvenes.

## Historia económica
Después de la independencia, Kenia promovió un rápido crecimiento económico mediante la inversión pública, el fomento de la pequeña producción agrícola, e incentivos para la empresa privada (a menudo extranjeros), así como la inversión industrial. El producto interior bruto (PIB) creció a un promedio anual de 6,6% desde 1963 hasta 1973. La producción agrícola creció un 4,7% anual durante el mismo periodo, estimulado por la redistribución de tierras, la difusión de nuevas variedades de cultivos, y la apertura de nuevas áreas al cultivo. 
Entre 1974 y 1990, sin embargo, el desarrollo económico se ralentizó en Kenia. En el ámbito interno, la política de sustitución de importaciones y el aumento de los precios del petróleo hizo del sector de fabricación en Kenia un ámbito no competitivo. El gobierno comenzó una implicación en el sector privado a través de las empresas públicas. La falta de incentivos a la exportación, los controles estrictos de importación y los controles de cambio de divisas realizadas el ambiente doméstico sirvieron para hacer de Kenia un territorio donde la inversión era aún menos atractiva.

### Años 90
De 1991 a 1993, Kenia tuvo su peor índice de desarrollo económico desde la independencia. El crecimiento del PIB se estancó y la producción agrícola se contrajo a una tasa anual del 3,9%. La inflación alcanzó un récord de 100% en agosto de 1993, y el déficit presupuestario del gobierno fue superior al 10% del PIB. Como resultado de estos problemas combinados, los donantes bilaterales y multilaterales suspendieron los programas de ayuda a Kenia en 1993

### Reforma liberal
En 1993, el Gobierno de Kenia inició un importante programa de reforma económica y de liberalización económica. Un nuevo ministro de finanzas y un nuevo gobernador del banco central llevó a cabo una serie de medidas económicas, con la asistencia del Banco Mundial y el Fondo Monetario Internacional (FMI). Como parte de este programa, el gobierno eliminó los controles de precios y licencias de importación, eliminó los controles de cambio, privatizó una serie de empresas de propiedad pública, redujo el número de funcionarios públicos, e introdujo conservadoras políticas fiscales y monetarias.

## Turismo

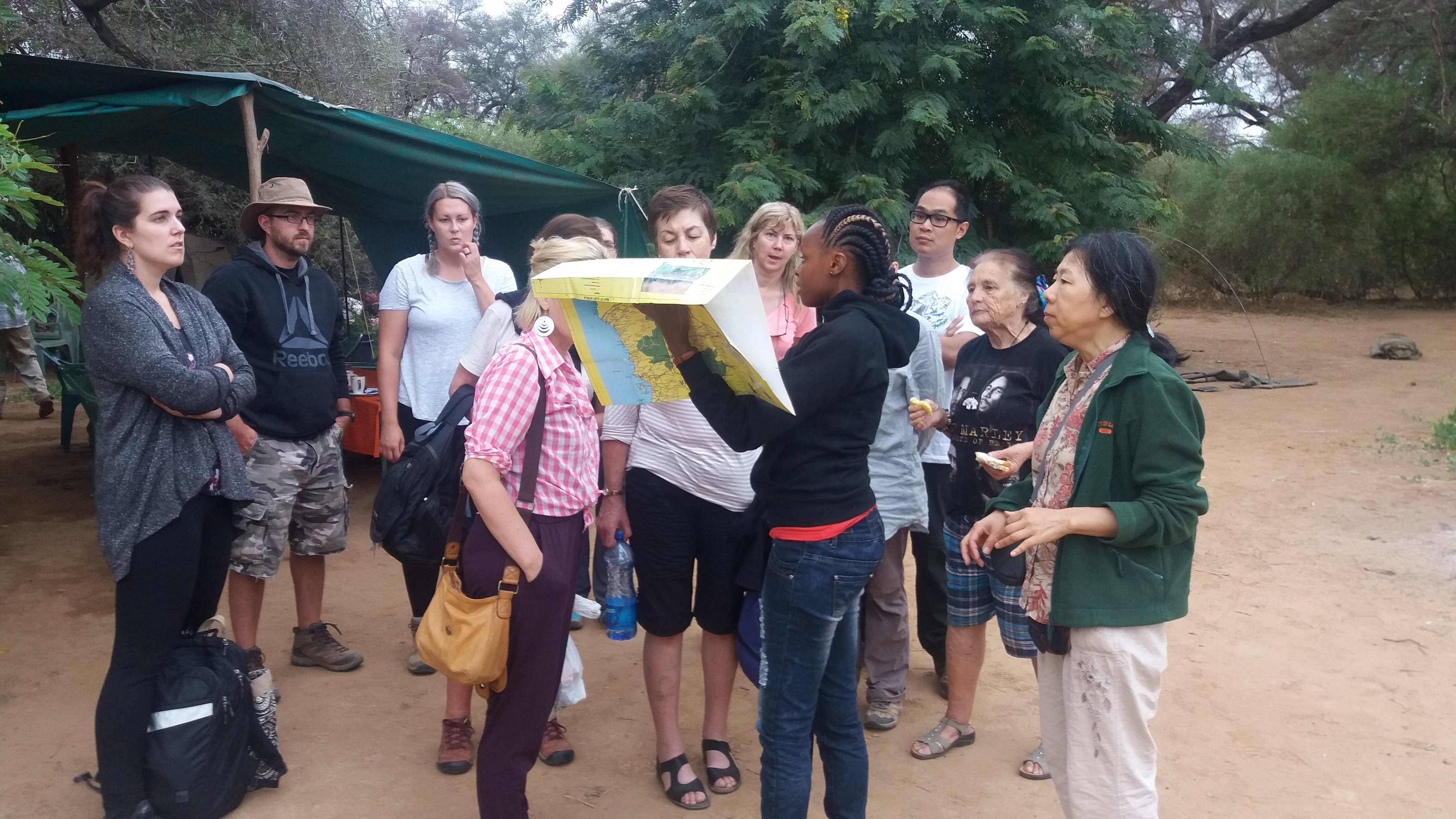
Turismo en Kenia

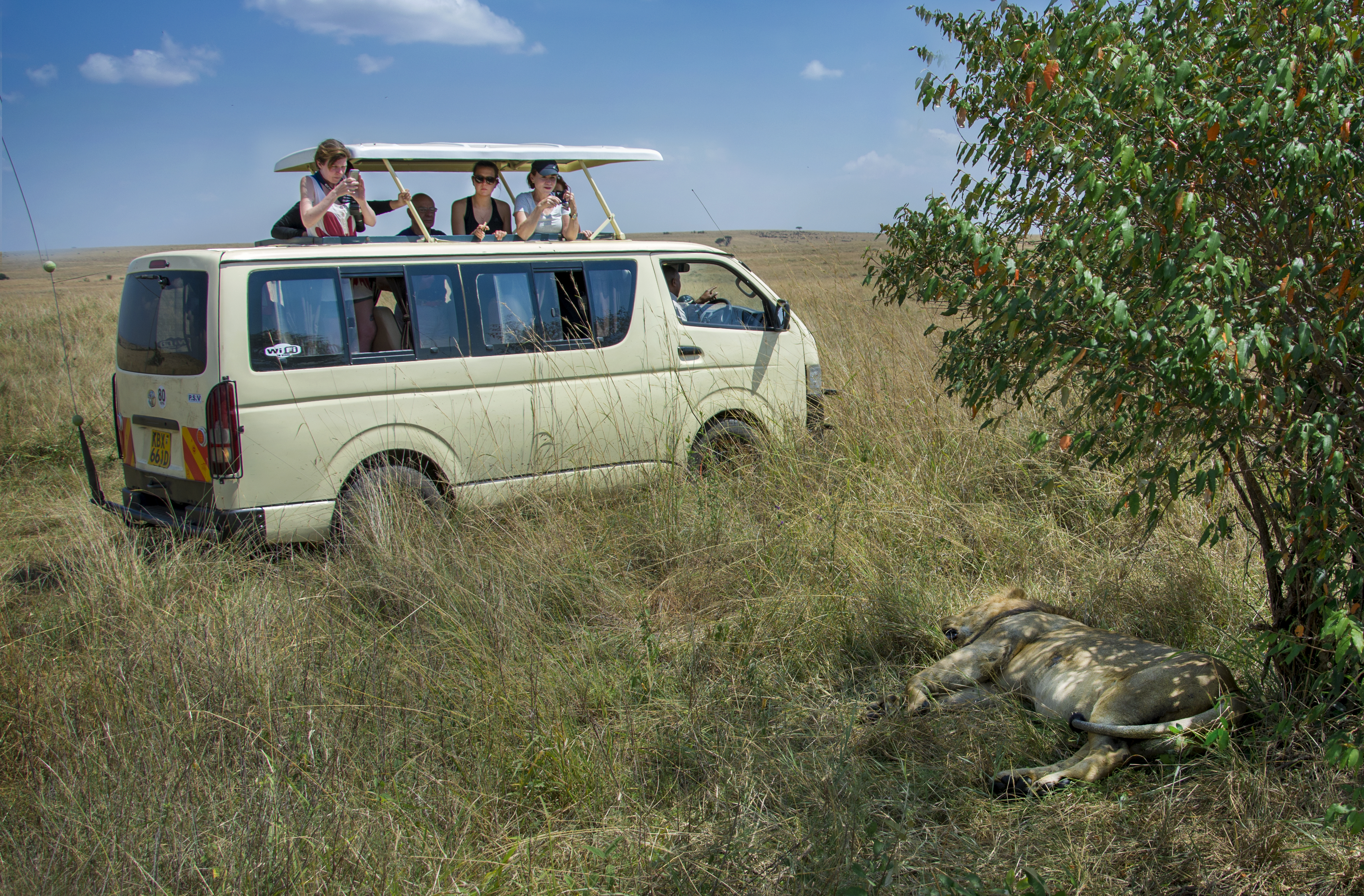
Safari

El turismo es el área dominante dentro del sector servicios de Kenia, que aporta cerca del 63 por ciento del PIB. El sector turístico ha mostrado un crecimiento constante en casi todos los años desde la independencia y en la década de 1980 se había convertido ya en la principal fuente del país de divisas. 
A finales de 1990, el turismo abandonó esta posición de privilegio para dar paso a las exportaciones de té, a causa de una crisis relacionada con el terrorismo. La caída del sector turístico siguió al bombardeo de 1998 de la Embajada de EE. UU. en Nairobi y las posteriores recomendaciones a los viajeros de no visitar Kenia por parte de los gobiernos occidentales.

### Seguridad en Kenia
El gobierno y las organizaciones de la industria turística han tomado medidas para abordar el problema de seguridad y para revertir la publicidad negativa, que está rebrotando en los últimos meses. Esas medidas incluyen el establecimiento de una policía turística y el lanzamiento de campañas de marketing en los principales mercados turísticos de origen. 
El turismo vio un resurgimiento importante en los últimos años y es el principal contribuyente al desarrollo económico de Kenia, seguido de los mercados económicos, las flores, el té y el café.

### Ingresos por turismo
En el año 2006 el turismo generó 803 millones de dólares estadounidenses, frente a los 699 millones del año anterior.